# Csaba Zalka
Csaba Zalka (Šamorín, 11 de marzo de 1999) es un deportista eslovaco que compite en piragüismo en la modalidad de aguas tranquilas.
Ganó dos medallas en el Campeonato Mundial de Piragüismo, plata en 2021 y bronce en 2019, y dos medallas en el Campeonato Europeo de Piragüismo, en los años 2021 y 2022.
En los Juegos Europeos de Minsk 2019 obtuvo una medalla de bronce en la prueba de K4 500 m.

## Palmarés internacional
| Campeonato Mundial | Campeonato Mundial     | Campeonato Mundial | Campeonato Mundial |
| Año                | Lugar                  | Medalla            | Competición        |
| ------------------ | ---------------------- | ------------------ | ------------------ |
| 2019               | Szeged (Hungría)       | Medalla de bronce  | K4 500 m           |
| 2021               | Copenhague (Dinamarca) | Medalla de plata   | K4 500 m           |
| Juegos Europeos    |                        |                    |                    |
| Año                | Lugar                  | Medalla            | Competición        |
| 2019               | Minsk (Bielorrusia)    | Medalla de bronce  | K4 500 m           |
| Campeonato Europeo |                        |                    |                    |
| Año                | Lugar                  | Medalla            | Competición        |
| 2021               | Poznań (Polonia)       | Medalla de plata   | K4 500 m           |
| 2022               | Múnich (Alemania)      | Medalla de plata   | K4 500 m           |